# Cmentarz wojenny nr 62 – Banica
Cmentarz wojenny nr 62 – Banica – zabytkowy cmentarz z I wojny światowej znajdujący się miejscowości Krzywa w województwie małopolskim, w powiecie gorlickim, w gminie Sękowa, w przysiółku Banica, zaprojektowany przez Dušana Jurkoviča. Jeden z ponad 400 zachodniogalicyjskich cmentarzy wojennych zbudowanych przez Oddział Grobów Wojennych C. i K. Komendantury Wojskowej w Krakowie. Należy do I Okręgu Cmentarnego Nowy Żmigród.

## Opis
Cmentarz założony na planie wieloboku o nieregularnym kształcie. Element centralny stanowił wysoki drewniany krzyż o bogatej ornamentacji usytuowany pośrodku przy tylnym (zachodnim) ogrodzeniu. W 1993 cmentarz został zdewastowany podczas rekultywacji terenu. W 2006 odnowiony poprzez ustawienie nowych krzyży nagrobnych oraz krzyża pomnikowego.
Na cmentarzu pochowano w 5 mogiłach zbiorowych i 14 grobach pojedynczych 52 żołnierzy:
- 11 austro-węgierskich
- 41 rosyjskich

poległych w styczniu i marcu 1915 roku.

## Galeria

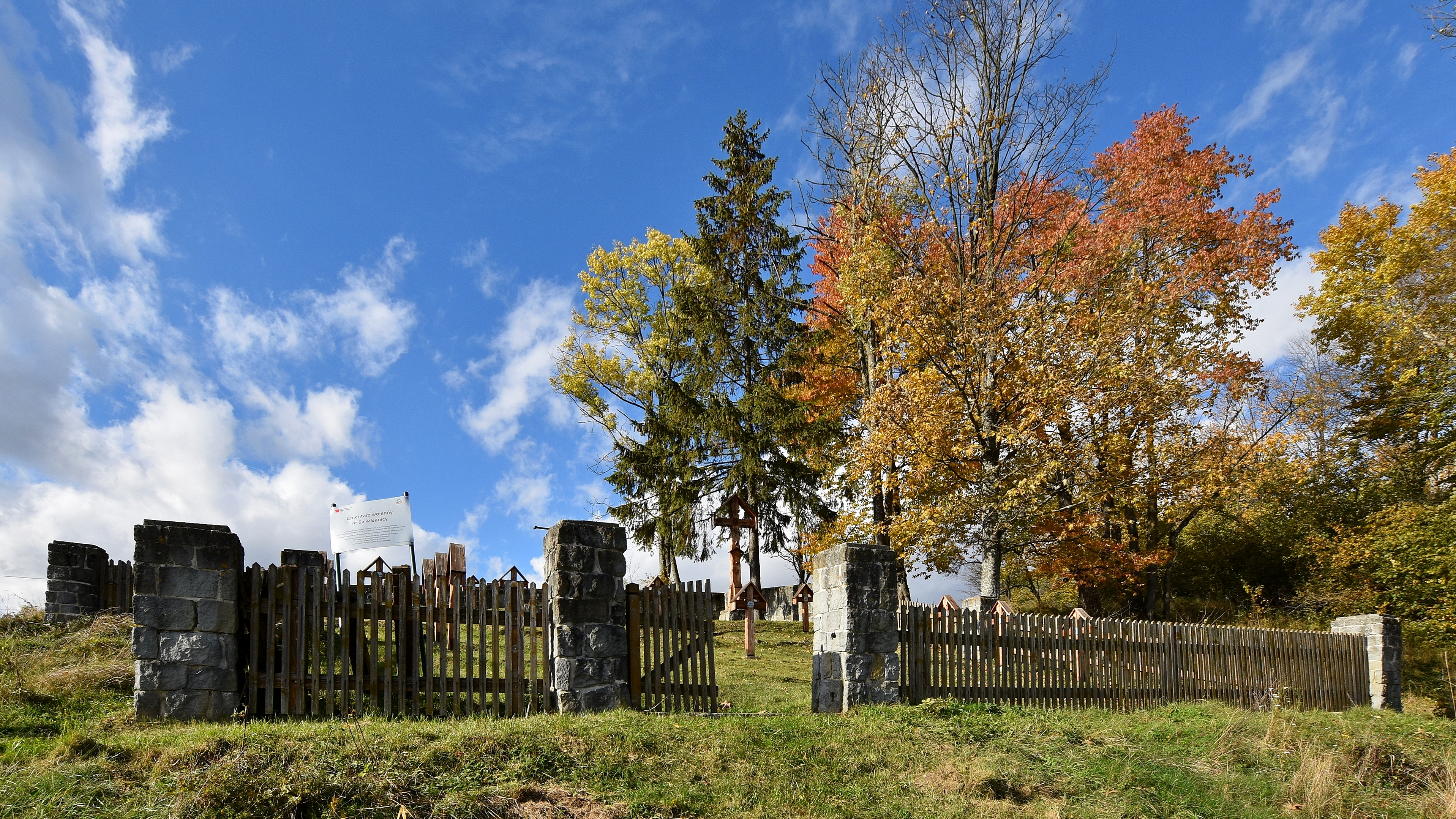
Widok ogólny
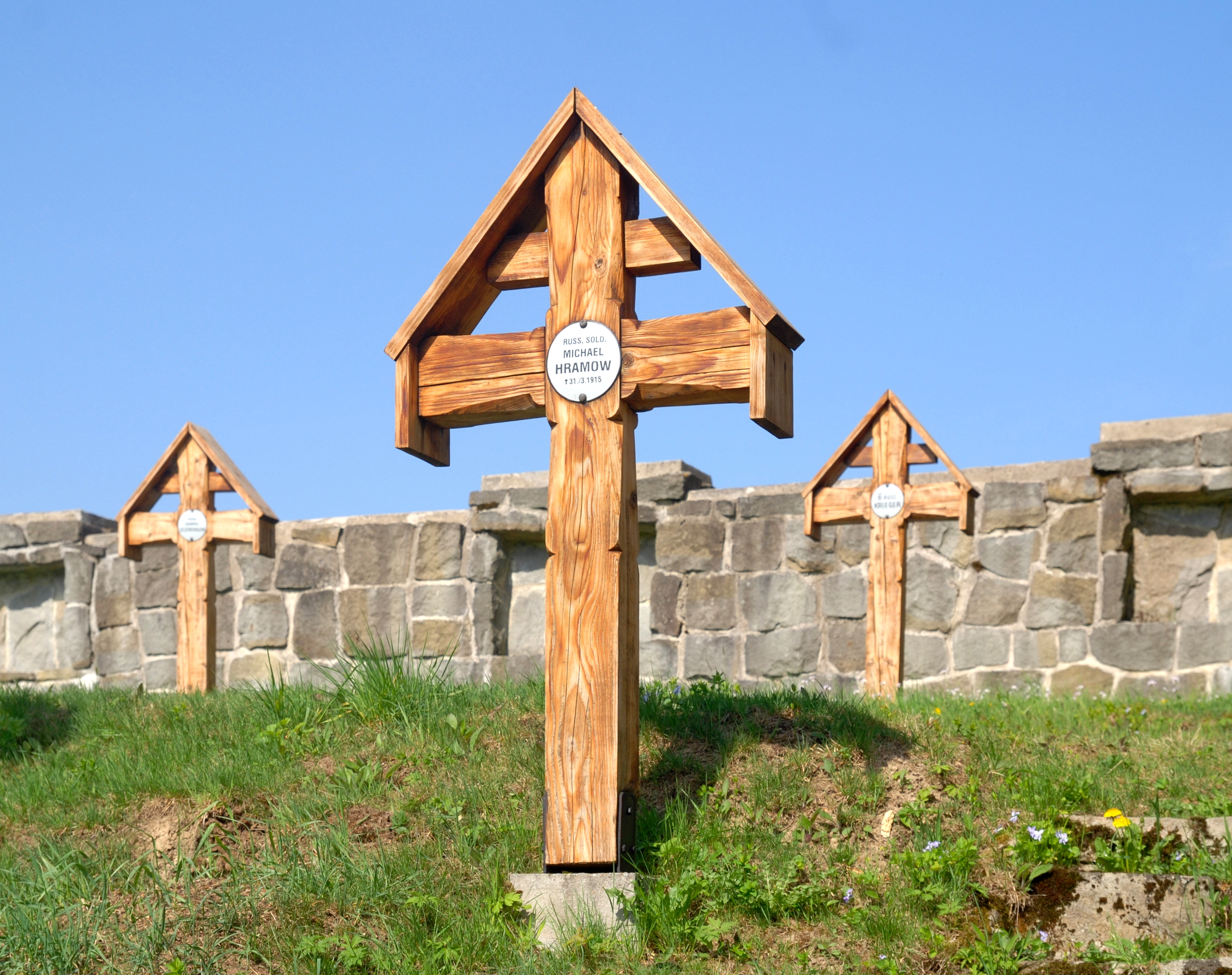
Mogiła z krzyżem rosyjskim
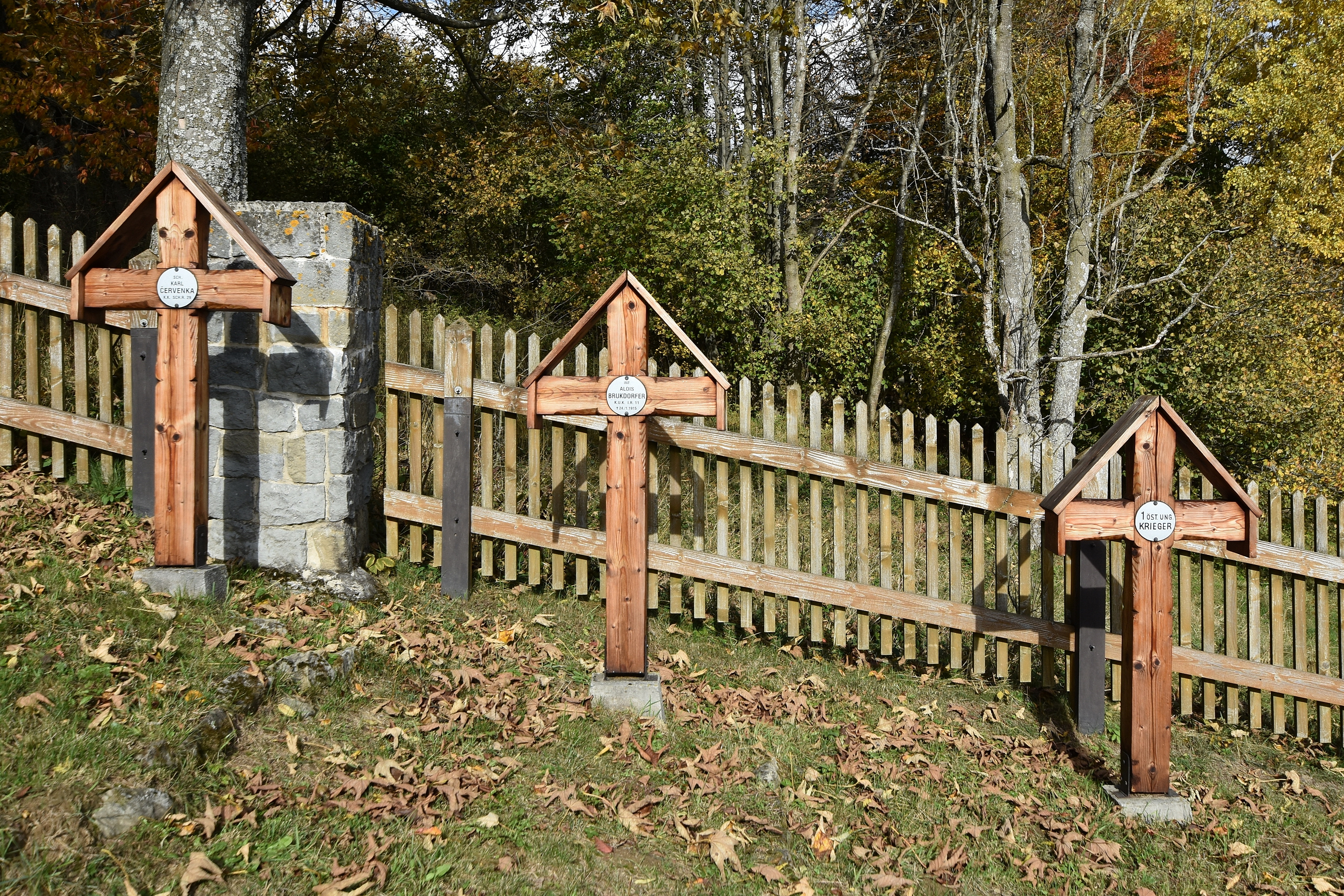
Fragment